# World Cup (пісня)
« World Cup » — пісня американського ютубера та стримера IShowSpeed . Вона була випущена 4 листопада 2022 року через Warner Records на честь Чемпіонату світу з футболу 2022 року.  Пісня набула вірусного розголосу: кліп набрав 50,3 млн. переглядів та увійшов до Топ-3 в Top 100 Music Videos United States за версією YouTube Music Global Charts. Пісня була розповсюджена в TikTok та YouTube Shorts.

## Передісторія
IShowSpeed почав захоплюватися футболом після того, як вболівальник на ім'я Бредлі запитав в нього, хто його улюблений футболіст, на що той відповів, що Кріштіану Роналду. Воткінс почав грати у FIFA під час своїх прямих ефірів, що призвело до того, що його запросили на благодійний матч Sidemen 2022. Перед чемпіонатом світу Speed випустив пісню "Ronaldo (Sewey)", яка стала мемом, використовуючи відому фразу Роналду "Siu". Пісню "World Cup" Speed випустив 4 листопада на честь Чемпіонату світу з футболу 2022 року.

## Кредити та персонал
Кредити адаптовані з Tidal.
- IShowSpeed - продюсування, написання пісень, вокал
- WageeBeats - продюсування, написання пісень
- Joe Grasso - продюсування

## Таблиці
| Графік (2022)                         | Пікова позиція |
| ------------------------------------- | -------------- |
| Netherlands (Single Tip)              | 1              |
| New Zeeland Hot Singles (RMNZ)        | 29             |
| Sweden Hearseeker (Sverigetopplistan) | 6              |
| UK Singles (OCC)                      | 52             |

## Дивитися також
- Гімни чемпіонату світу з футболу
- Пісні чемпіонату світу з футболу
- Чемпіонат світу з футболу

## Зовнішні посилання
"World Cup" на YouTube